# Elizabeth Needham
Pour les articles homonymes, voir Needham.
Elizabeth Needham (morte le 3 mai 1731), également connue sous le nom Mother Needham (Mère Needham), était une mère maquerelle et tenancière de bordel anglaise de Londres au XVIIIe siècle. Elle a été identifiée comme l'entremetteuse saluant Moll Hackabout dans la première planche de la série de gravures satiriques de William Hogarth, La Carrière d'une prostituée (A Harlot's Progress). Malgré la notoriété de Needham à Londres à l'époque, peu de détails de sa vie sont connus, et aucun portrait authentique d'elle n'a survécu. Son bordel était le plus recherché de Londres et ses clients venaient des couches les plus élevées de la société, mais elle s'est heurtée aux réformateurs moraux de l'époque et est décédée des suites de sa condamnation au pilori.

## Biographie
On ne sait rien de la jeunesse de Needham. Au sommet de sa renommée, elle est décrite comme une femme d'âge moyen, tenancière d'un bordel à Park Place, St. James. Sa maison était considérée comme la plus exclusive de Londres, supérieure à celles de Covent Garden, voire à celle d'une autre maquerelle célèbre de l'époque, Mother Wisebourne. Les descriptions soulignent qu'elle est encore attirante pour son âge. Hogarth l'a décrite comme une « vieille et belle entremetteuse… bien vêtue de soie », mais mentionne « des taches sur son visage » et sur sa la gravure qu'il fait d'elle, son visage est marqué par des traces de syphilis. Elle a utilisé un certain nombre de pseudonymes : Bird, Howard, Blewitt et Trent sont certains de ceux qui lui sont attribués, bien que Mother Bird soit aussi le nom d'une autre tenancière de bordel qui a été incarcérée à prison de Newgate avec Needham en 1724.
Needham était apparemment impitoyable avec les filles et les femmes qui travaillaient pour elle. Les prostituées étaient obligés de lui louer leurs robes et, si elles étaient incapables de payer les loyers exorbitants demandée par la maquerelle, elle les forçait à prendre plus de clients ou les envoyait en prison (à la debtor prison, un système carcéral anglais réservé pour les personnes incapables de payer leur dettes) jusqu'à ce qu'elles répondent à ses exigences. Une fois qu'elles devenaient trop vieilles ou trop malades pour attirer des clients, elle les jetait à la rue.
Needham se procurait ses prostituées aussi bien auprès des maisons closes, que des bails de Covent Garden où les filles sans-abri dormaient dans la rue, qu'au Tom King's Coffee House (une auberge célèbre de Covent Garen, en réalité connu comme haut lieu de la prostitution londonienne) et, que, semble-t-il, lors de ventes aux enchères. Mais, comme l'illustre la série de gravure de Hogarth, sa cible principale semblait être les jeunes filles fraîchement débarquées de leur campagne. L'essayiste Richard Steele décrivit un jour comment, alors qu'il allait à la rencontre d'une cargaison d'objets arrivant de la campagne, il l'avait trouvée essayant de courtiser une jeune fille qui venait à peine de poser le pied à Londres. Il l'a décrit alors comme "habile" : au premier abord, elle apparaissait amicale avec ses employés potentiels, ne révélant son caractère vicieux que lorsqu'elles étaient sous son toit.

Dans son poème satirique La Dunciade, Alexander Pope l'utilise comme référence à ne pas imiter « … n'embellissez pas vos paroles dans le style de la Mère Needham ». Plus loin dans le texte, il fait allusion à sa "foul mouth". Dans un autre texte, il la mentionne encore aux côtés d'autres dames célèbres de l'époque, dans les derniers vers de son Epître du couronnement (des vers supprimés dans les éditions du poème de 1769 à 1954) :
For Want of you, we spend our random Wit on

The first we find with Needham, Brooks, or Briton.
Henry Fielding fait référence à elle dans son ouvrage Pasquin (1736) et utilise l'image qu'en a donné Hogarth comme modèle pour son personnage de Mother Punchbowl dans The Covent Garden Tragedy (1732). Dans Accomplish'd Rake (1727) de Mary Davys, l'antagoniste s'appelle "Mother N-d-m" et cible les jeunes filles fraîchement arrivée à Londres, tout comme Needham le faisait.

## Clients connus

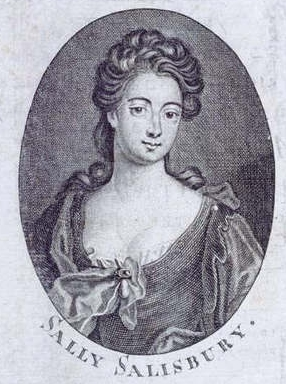
Le lien avec Sally Salisbury n'a servi qu'à rehausser la réputation de la maison de Needham.

Parmi ses clients les plus connus, on trouvait Francis Charteris et son cousin, le duc de Wharton. Charteris est présent sur la gravure de Haworth, dans l'embrasure de la porte derrière Needham. Ronald Paulson suggère que le modèle pour Moll Hackabout dans la première scène des gravures d'Hogarth est une jeune femme nommée Ann Bond, qui a été attirée par Needham puis violée par Charteris. Charteris, déjà connu sous le nom de « Rape-Master General » (Maître violeur en chef), a été reconnu coupable et condamné à mort à la suite du viol de Bond, bien qu'il ait ensuite été gracié. Le nom de Needham n'a pas été mentionné au cours de la procédure judiciaire.
Needham a peut-être présenté Charteris à Sally Salisbury vers 1708. Salisbury était la prostituée la plus célèbre de son temps de l'époque et au début de sa carrière de prostituée, elle a été la maîtresse en titre de Charteris pour une courte période. À la mort de son ancienne maquerelle, Mother Wisebourne, en 1719, elle devient pensionnaire du bordel de Needham et ramène avec elle sa clientèle issue des sphères les plus hautes de la société. Une autre anecdote célèbre apporte une renommée encore plus importante au bordel de Needham : le vol des vêtements du comte de Cardigan. Accompagnée d'une autre jeune femme, Salisbury avait accompagné le comte à Newmarket où, une fois saoulé. Une fois à l'auberge, elles lui avaient volé ses vêtements et ses bijoux, puis abandonné à son sort. Le comte a traité l'affaire comme une simple plaisanterie.
On peut se faire une idée de la réputation de la maison de Needham en lisant les anecdotes humoristiques de l'époque : le célèbre acteur Joe Miller, dont on publiait les bons mots, la représente s'adressant à son propriétaire : qu'il attende donc que siègent le Parlement et la Convocation (assemblée du clergé anglais), elle pourra ensuite le payer dix fois ce qu'elle lui devaient (les membres du Parlement et de la Convocation quittaient alors leurs campagnes pour siéger et finissaient tous dans son bordel). On peut aussi citer un fausse nécrologie satirique, parue dans le London Journal . Elle décrit un testament dans lequel Needham distribuerait des cadeaux à ses clients célèbres : « une image de Sodome et Gomorrhe pour D―n ; une once de Mercuris Dulcis [qui soigne la syphilis] à Beau C―e, de St. Martin's Lane ; sa succession au Duc de Wharton ; sa bibliothèque à Ned C― ; et un reçu pour soigner la chtouille au petit Quibus ». À l'époque, les personnages évoqués étaient parfaitement reconnaissables et reconnus, mais les identifier aujourd'hui relève de la conjecture.

## Arrestations, condamnation et mort
Les connexions de Needham avec la haute société l'ont probablement préservées des arrestations. elle connait sa première perquisition en 1724 :
« Hier matin, les célèbres Mère Needham et Mère Bird, deux éminentes 'conservatrices du Jeu du Royaume', ont été envoyées à Newgate ; leurs maisons ayant été troublées la veille par les Connétables, qui ont dégagé les Messieurs et Dames en fort grand nombre, et les ont emmenées à la Maison Ronde. C'était la première fois que Mrs Needham recevait une correction publique, depuis qu'elle était à la tête des affaires vénales de cette ville, on pense que ce sera la ruine de sa maison. »
Daily Journal, mardi 21 juillet 1724
Les gendarmes avaient trouvé « deux femmes au lit avec deux hommes de distinction ». Les hommes furent libérés, et les femmes envoyées à Tothill Fields Bridewell, aux travaux forcés. La punition de Needham à cette occasion n'est pas connue, mais il semble qu'elle était toujours incarcérée en septembre lors de l'incendie de sa maison de passe qui tua l'un des clients, le capitaine Barbute, un officier français.
En 1728, plusieurs de ses filles sont arrêtées, mais elle semble avoir encore échappé au châtiment.
À la fin de 1730, Sir John Gonson, un juge de paix et fervent partisan de la Société pour la réforme des mœurs, stimulé par la fureur entourant l'affaire du viol commis par Charteris, commença à mener une série de perquisitions dans les maisons closes de Londres. Au début de 1731, il s'occupa de St James, où certains résidents de Park Place ont signalé « une maison de désordres notoire dans ce quartier ». En réalité, la maison de Needham était parfaitement connue, mais protégées par sa clientèle noble depuis des années. Needham est arrêtée par Gonson et envoyée au Gatehouse par le juge Railton.
Le 29 avril 1731, Needham  fut reconnue coupable d'avoir tenu une maison de passe, condamnée à une amende d'un shilling et à endurer deux fois le pilori et à « trouver des garants de bonne conduite pendant 3 ans ». Le 30 avril, elle fut emmenée au pilori près de Park Place. Peut-être à cause de ses relations, elle a fut autorisée à s'allonger face contre terre devant le pilori et un certain nombre de gardes ont été payés pour la protéger. Malgré cela, elle fut bombardée de tellement de projectiles que la plupart des observateurs pensèrent qu'elle mourrait probablement avant la fin de sa punition. La foule qui s'était rassemblée pour la voir mise au pilori était si grande qu'un garçon tomba sur une clôture en fer en essayant d'avoir une meilleure vue et fut tué.

Needham survécu à son premier tour au pilori, mais décéda le 3 mai 1731, la veille de son deuxième tour (cette fois à New Palace Yard). Ses derniers mots concernaient apparemment sa terreur à l'idée de retourner au pilori après sa terrible première expérience. Le Grub Street Journal nota sardoniquement que la population « avait agi de manière bien ingrate, compte tenu de tout ce qu'elle avait fait pour les obliger ». Sa mort fut célébrée par un poème moqueur :
Ye Ladies of Drury, now weep

Your voices in howling now raise

For Old Mother Needham's laid deep

And bitter will be all your Days.

She who drest you in Sattins so fine

Who trained you up for the Game

Who Bail, on occasion would find

And keep you from Dolly and Shame

Now is laid low in her Grave...
Hogarth travaillait encore sur A Harlot's Progress lorsqu'elle est décédée, elle ne s'est donc jamais vue immortalisée. Ce n'est que lorsque la Mère Douglas repris le King's Head à Covent Garden en 1741 qu'un bordel londonien eut à nouveau une réputation comparable à celle de Needham.